# Брун, Андреас
Андреас Брун Кристенсен (дат. Andreas Bruhn Christensen; родился 17 февраля 1994 года, Стёвринг, Дания) — датский футболист, полузащитник клуба «Раннерс».

## Клубная карьера
Брун — воспитанник в клуба «Ольборг». 17 августа 2013 года в матче против «Норшелланна» он дебютировал в датской Суперлиге. В этом же году Андреас помог команде выиграть чемпионат и завоевать Кубок Дании. 17 октября 2014 года в поединке против «Хобро» он забил свой первый гол за «Ольборг».
Летом 2016 года Брун перешёл в «Виборг». 15 июля в матче против «Норшелланна» он дебютировал за новую команду.
В начале 2017 года Брун присоединился к «Раннерс». 24 февраля в матче против «Мидтьюлланна» он дебютировал за новую команду.

## Достижения
Командные
 «Ольборг»
- Чемпионат Дании по футболу — 2013/2014
- Обладатель Кубка Дании — 2014